# جاي زاينج
جاي زاينج (بالصينية: 吉翔) (1 مارس 1990 الصين - ) هو لاعب كرة قدم صيني.

## روابط خارجية
- جاي زاينج على موقع قاعدة بيانات كرة القدم.إي يو (الإنجليزية)
- جاي زاينج على موقع ناشيونال فوتبول تيمز (الإنجليزية)
- جاي زاينج على موقع Soccerway.com (الإنجليزية)